# 左孝友
左孝友，隋末起义军领袖，齐郡人。
614年，左孝友率十万部众屯守蹲狗山。齐郡郡丞张须陀扎营逼蹲进狗山，左孝友窘迫，只好自缚投降。其党解象、王良、郑大彪、李宛等众各万计，都被张须陀各自扫平。张须陀威振东夏，因功升为齐郡通守，兼任河南道十二郡黜陟讨捕大使，手下名将罗士信、秦叔宝。